# コンスタンティノープル条約 (1533年)
1533年のコンスタンティノープル条約 (トルコ語: İstanbul antlaşması) は、オスマン帝国とオーストリア大公国が1533年7月22日にコンスタンティノープル（イスタンブル）で結んだ講和条約。

## 背景
1526年、モハーチの戦いでハンガリー王ラヨシュ2世が嗣子無くして戦死した。これによりハンガリー王国は数か月間の空位状態となった。
オーストリア大公フェルディナント1世（ハンガリー名フェルディナーンド1世、後に神聖ローマ皇帝）とトランシルヴァニア (トルコ語: Erdel, 現ルーマニアの一部)のヴォイヴォダであるサポヤイ・ヤーノシュ（ヤーノシュ1世）の二者がハンガリー王位を請求した。
フェルディナント1世には兄の神聖ローマ皇帝カール5世が後押しをしており、一方サポヤイ・ヤーノシュを支援するオスマン帝国スルタン・スレイマン1世は、1529年と1532年の2度にわたってオーストリアへ親征した。
1回目はウィーン包囲に至ったが落とすことができず、2回目はクーセグ包囲戦の失敗で挫折した。しかしフェルディナント1世の側も、ハンガリー王国全土を手中に収めるのは困難であることを認識していた。
東方では、サファヴィー朝シャー・タフマースプ1世がオスマン帝国の東方国境を脅かしていた。ここに至ってスレイマン1世は、東方への対応に集中するため西方のオーストリア・神聖ローマ帝国への侵攻を一旦断念し、和平条約としてコンスタンティノープル条約が結ばれた。

## 内容
条約の要点は以下のとおりである。
- フェルディナント1世はハンガリー王位要求を取り下げる代わりに、すでに征服した西ハンガリー（王領ハンガリー）を正式に併合する[3]。
- サポヤイ・ヤーノシュがオスマン帝国を宗主国としてハンガリー王に即位する。
- オーストリアは毎年3万グルデンの貢納金を支払う。
- オスマン帝国はフェルディナント1世をドイツ王、カール5世をスペイン王として認め、その地位をオスマン帝国大宰相と同等とする。また、「皇帝」を名乗る権利はオスマン帝国スルタンのみにあるものとする[4]。

## その後
条約締結後、停戦は1537年のゴルヤニの戦いおよび1538年のプレヴェザの海戦で破られた。
条約の内容はフェルディナント1世もヤーノシュ1世も満足できるものではなく、両者は国境地帯で小競り合いを続けたが、ヤーノシュ1世は長く子が生まれなかったため、1538年のナジヴァーラド条約でフェルディナント1世を王位継承者とした。しかし1540年、ヤーノシュ1世が死去する直前に男子が生まれ、これをヤーノシュ2世として擁立したハンガリー大貴族たちとフェルディナント1世の間で戦争が再開された。これに付け込んだスレイマン1世は1541年から1543年にかけてハンガリーに侵攻し、中央の大部分を併合した。ヤーノシュ2世らはヤーノシュ1世の本来の領土だったトランシルヴァニアに移され、ここで東ハンガリー王国としてオスマン帝国の宗主権のもと勢力を保った。